# Cryptosepalum mimosoides
Cryptosepalum mimosoides är en ärtväxtart som beskrevs av Daniel Oliver. Cryptosepalum mimosoides ingår i släktet Cryptosepalum, och familjen ärtväxter. Inga underarter finns listade i Catalogue of Life.